# 4. Zusatzartikel zur Verfassung der Vereinigten Staaten
Der 4. Zusatzartikel zur Verfassung der Vereinigten Staaten von Amerika, das Fourth Amendment, gehört zur Bill of Rights, den ersten zehn Verfassungszusätzen. Er beinhaltet den verbrieften rechtlichen Schutz vor staatlichen Übergriffen von Personen, die sich auf dem Territorium der USA befinden. Er verbietet insbesondere ungerechtfertigte Verhaftungen, Durchsuchungen und Beschlagnahmungen. Darüber hinaus stellt er Anforderungen an den Erlass von zum Beispiel Durchsuchungbeschlüssen. Diese müssen von einem Richter ausgestellt, ausführlich begründet (probable cause) und beeidet werden sowie den zu durchsuchenden Ort und die zu beschlagnahmenden Sachen beschreiben.

## Wortlaut
“The right of the people to be secure in their persons, houses, papers, and effects, against unreasonable searches and seizures, shall not be violated, and no Warrants shall issue, but upon probable cause, supported by Oath or affirmation, and particularly describing the place to be searched, and the persons or things to be seized.”

„Das Recht des Volkes auf Sicherheit der Person und der Wohnung, der Urkunden und des Eigentums vor willkürlicher Durchsuchung, Festnahme und Beschlagnahme darf nicht verletzt werden, und Hausdurchsuchungs- und Haftbefehle dürfen nur bei Vorliegen eines eidlich oder eidesstattlich erhärteten Rechtsgrundes ausgestellt werden und müssen die zu durchsuchende Örtlichkeit und die in Gewahrsam zu nehmenden Personen oder Gegenstände genau bezeichnen.“

Der 4. Verfassungszusatz wird in der vom US-Kongress beschlossenen Gesetzesurkunde als „sechster Artikel“ (“Article the sixth”) aufgeführt.

## Geschichte
Der Originaltext der US-Verfassung rief einigen Widerstand hervor, weil er die Bürgerrechte nicht angemessen garantierte. Als Antwort darauf wurde 1789 der vierte Verfassungszusatz zusammen mit dem Rest der Bill of Rights vom US-Kongress vorgeschlagen. Am 15. Dezember 1791 war die Bill of Rights von der notwendigen Anzahl an Bundesstaaten ratifiziert und damit verabschiedet worden.

## Berechtigtes Vertrauen auf Schutz der Privatsphäre
Nicht jeder Vorgang, in dem ein Polizeibeamter Informationen nachprüft, wird als „Durchsuchung“ angesehen. Ein Polizist, der sich etwas anschaut, das öffentlich sichtbar ist (wenn er beispielsweise von der Straße aus durch ein Fenster in ein Haus hineinschaut), führt keine „Durchsuchung“ des Hauses durch. 1967 entschied der Supreme Court, dass nur dann eine Durchsuchung stattfinde, wenn eine Person berechtigterweise auf ihre Privatsphäre vertraut (reasonable expectation of privacy), also nur wenn die Gesellschaft dieses Vertrauen anerkennt. So finde etwa keine Durchsuchung statt, wenn ein Polizist Abfall durchsieht, weil Abfall öffentlich sei. In ähnlicher Weise finde keine Durchsuchung statt, wenn Polizeibeamte überwachen, welche Telefonnummern eine Person wählt, obwohl der US-Kongress eine solche Überwachungsmöglichkeit eingeschränkt hat. Diese Lehrmeinung führt manchmal zu etwas unerwarteten Ergebnissen; so wurde 1989 entschieden, dass kein berechtigtes Vertrauen auf Schutz der Privatsphäre vorliege und daher auch keine Durchsuchung im Rechtssinne stattfinde, wenn Beamte in einem Hubschrauber 150 Meter über dem Haus eines Verdächtigen schwebten und ihn von dort beobachteten.
Der Supreme Court hat außerdem festgelegt, dass während illegaler Aktivitäten keine Privatsphäre erwartet werden kann. Deshalb sind Ermittlungen, die nur illegale Aktivitäten aufdecken (wie einige Einsatzmöglichkeiten von Drogenspürhunden), keine Durchsuchungen.

## Durchsuchungen und Beschlagnahmen ohne Durchsuchungsbefehl
Unter bestimmten Umständen ist für eine Durchsuchung oder eine Beschlagnahme kein Durchsuchungsbefehl erforderlich. Polizeibeamte dürfen Dinge in plain view durchsuchen und beschlagnahmen (deutsch: [öffentlich] schlicht wahrnehmbar). Vor der Durchsuchung und Beschlagnahme müssen die Polizeibeamten jedoch glaubhafte Gründe für die Annahme haben, dass der Besitz dieser Dinge verboten ist. In ähnlicher Weise dürften open fields (offene Gebiete) – Weiden, offene Wasserflächen, Wälder und andere solche Gebiete – aufgrund der Tatsache, dass Menschen, die in diesen Gebieten Handlungen ausführen, dort nicht berechtigterweise auf Schutz der Privatsphäre vertrauen können, ohne Durchsuchungsbefehl durchsucht werden. Im Gegensatz zu ihrer scheinbaren Bedeutung umfasst die open fields-Doktrin heute fast jedes offene Gelände, das nicht direkt um ein Haus herumliegt. So kam es etwa 1984 zum Prozess, weil die Polizei ein „Unbefugter Zutritt verboten“-Schild ignoriert, den Besitz des Verdächtigen unerlaubt und ohne Durchsuchungsbefehl betreten hatte, dann einige hundert Meter einem Feldweg gefolgt war und schließlich ein Marihuana-Feld entdeckt hatte. Der Supreme Court entschied, dass keine Durchsuchung stattgefunden habe.
Außerdem werden unter ernsten Umständen (exigent circumstances) ebenfalls keine Durchsuchungsbefehle benötigt – zum Beispiel darf ein Polizeibeamter, wenn er den begründeten Verdacht hat, dass ein Verdächtiger Beweise vernichten könnte, diese Beweise ohne Durchsuchungsbefehl beschlagnahmen oder sonst sichern.
Der Supreme Court legte außerdem fest, dass die in angemessener Weise zu erwartende Privatsphäre von Personen in Autos geringer sei, weil Fahrzeuge gewöhnlich nicht als Wohnorte oder Aufbewahrungsorte für persönliches Eigentum dienten. Fahrzeuge dürfen dennoch nicht wahllos angehalten und durchsucht werden; es muss einen glaubhaften Grund für oder einen begründeten Verdacht auf kriminelle Aktivitäten geben, allerdings reicht ein Verstoß gegen Verkehrsregeln aus, um ein Auto anzuhalten. Gegenstände, die „deutlich [öffentlich] gesehen werden können“, dürfen beschlagnahmt werden; Stellen, an denen möglicherweise Waffen versteckt worden sein könnten, dürfen ebenfalls durchsucht werden. Mit glaubhaftem Grund dürfen Polizisten jeden Bereich des Fahrzeugs durchsuchen. Sie dürfen jedoch die Durchsuchung nicht auf die Insassen des Fahrzeugs ausdehnen, sofern sie nicht einen glaubhaften Grund dafür besitzen.
Im Fall Ohio v. Robinette klärte der Supreme Court die Frage, ob Verkehrspolizisten dem Fahrzeugführer bei einer Verkehrskontrolle anzeigen müssen, dass die Verkehrskontrolle beendet ist, bevor der Fahrzeugführer um seine Zustimmung zu einer freiwilligen Fahrzeugdurchsuchung ersucht werden kann. Er entschied, dass der 4. Zusatzartikel keine Verpflichtung von Polizisten begründet, den Angehaltenen bei einer Verkehrskontrolle darauf hinzuweisen, dass es ihm freisteht zu gehen, bevor ihm Fragen, die nicht in Zusammenhang mit der Kontrolle stehen, gestellt werden.
Nach dem Common Law könnte ein Polizeibeamter gemäß einem Urteil des Supreme Court jemanden, der in seiner Gegenwart Vergehen begangen hat oder den er begründet verdächtigt, eine Straftat begangen zu haben, festnehmen (Festnahmen sind im Sinne des vierten Verfassungszusatzes Beschlagnahmen). Der fragliche Beamte muss allerdings vor der Festnahme einen glaubhaften Grund gehabt haben; Beweise, die erst nach der Festnahme entdeckt wurden, dürfen nicht rückwirkend zur Begründung der Festnahme eingesetzt werden.
Auch eine andere Regelung des Common Law – diejenige, die es erlaubt, Durchsuchungen, die mit einer Festnahme verbunden sind, ohne Durchsuchungsbefehl durchzuführen – wurde im amerikanischen Recht angewendet. Solch eine Durchsuchung wird damit gerechtfertigt, dass die festgenommene Person von der Zerstörung von Beweisen oder der Benutzung einer Waffe gegen den sie festnehmenden Polizeibeamten abgehalten werden muss. 1948 legte der Supreme Court fest:

“A search or seizure without a warrant as an incident to a lawful arrest has always been considered to be a strictly limited right. It grows out of the inherent necessities of the situation at the time of the arrest. But there must be something more in the way of necessity than merely a lawful arrest.”

„Eine Durchsuchung oder Beschlagnahme ohne Durchsuchungsbefehl, die mit einer rechtmäßigen Festnahme verbunden ist, wurde immer als streng begrenztes Recht betrachtet. Dieses Recht geht aus den Bedürfnissen, die der Situation während der Festnahme innewohnen, hervor. Aber es muss dazu über eine rechtmäßige Festnahme hinausgehende Bedürfnisse geben.“

1950 revidierte der Supreme Court seine Rechtsprechung, indem er festlegte, dass die Chance des Polizeibeamten, einen Durchsuchungsbefehl zu erhalten, nicht relevant für die Angemessenheit einer mit einer Festnahme verbundenen Durchsuchung sei. Dieses Urteil legte nahe, dass jedes Gebiet unter unmittelbarer Kontrolle (immediate control) des Festgenommenen durchsucht werden könne, definierte diesen Ausdruck jedoch nicht. 1969 entwickelte das Gericht diese Grundsätze fort: Bei einer Festnahme sei angemessen, wenn der Polizist den Festgenommenen nach Waffen und Beweisen durchsuche. In ähnlicher Weise sei es auch angemessen, wenn der Polizeibeamte die Gebiete unter „unmittelbarer Kontrolle“ des Festgenommenen durchsuche, das heißt, die Orte, an denen der Festgenommene Waffen oder Beweise aufbewahrt haben könnte. Eine Durchsuchung des Raumes, in dem die Festnahme durchgeführt wird, ist deshalb zulässig, dies gilt aber nicht für die Durchsuchung anderer Räume, weil der Festgenommene vermutlich bei seiner Festnahme nicht in der Lage wäre, auf Waffen oder Beweise in diesen Räumen zurückzugreifen.
Dieser Standard der angemessenen Begründung wird auch bei Durchsuchungen der Häuser von Menschen, die auf Bewährung sind, angewandt.
Es wurde verfügt, dass für Durchsuchungen in öffentlichen Schulen weder ein Durchsuchungsbefehl noch ein glaubhafter Grund benötigt wird. Es ist nur notwendig, dass die Polizeibeamten, die die Durchsuchung durchführen, durch angemessene Gründe der Meinung sind, dass die Durchsuchung Beweise für illegale Aktivitäten liefern werde. Regierungsstellen dürfen mit der gleichen Begründung nach Beweisen für das Fehlverhalten von Angestellten der Regierung, die deren Arbeit betreffen, durchsucht werden. Die Durchsuchungen von Gefängniszellen unterliegen keinen Einschränkungen in Bezug auf ihre Angemessenheit oder einen glaubhaften Grund; ebenso verhält es sich mit Durchsuchungen, die an der Grenze durchgeführt werden. Schlussendlich ist noch zu sagen, dass Durchsuchungen durchgeführt werden dürfen, wenn der Betroffene ihnen zustimmt.

## Exclusionary Rule
Nach dem Common Law konnten früher alle Beweise, egal, wie sie beschlagnahmt wurden, für Prozesse zugelassen werden. 1914 führte der Supreme Court aber die exclusionary rule (Ausschluss- oder Sperrgrundsatz) ein, wonach unrechtmäßig beschlagnahmte Beweise von der weiteren Verwendung in einem Prozess ausgeschlossen sind. Diese Regelung dient hauptsächlich als Disziplinierungsmittel gegen Polizeibeamte, die unrechtmäßige Durchsuchungen und Beschlagnahmen durchführen wollen. Seit 1961 gilt dieser Grundsatz auch für die Gerichtsbarkeit der Bundesstaaten. Jedoch gibt es auch Ausnahmen: 1984 etablierte der Supreme Court die good faith rule (Gutglaubensprinzip), wonach Beweise, die von Polizeibeamten im berechtigten Vertrauen auf den Bestand eines erlassenen Durchsuchungsbefehls beschlagnahmt wurden, der später für unwirksam erklärt wurde, in einem späteren Prozess zugelassen werden können. Wenn jedoch ein Polizeibeamter arglistig eine Erklärung Dritter angefertigt oder abgenommen hatte, die die Grundlage dieses Durchsuchungsbefehls gebildet hat, oder wenn der ausstellende Richter, ohne seine Neutralität zu wahren, oder wenn es dem Durchsuchungsbefehl an Genauigkeit gemangelt hat, werden die gemäß Durchsuchungsbefehls beschlagnahmten Beweise nicht zugelassen. Es ist nicht ganz klar, ob dieses Prinzip auch auf Beschlagnahmen ohne Durchsuchungsbefehl angewendet werden muss. 1974 entschied der Supreme Court, dass grand juries unrechtmäßig beschaffte Beweise zur Befragung von Zeugen benutzen dürften.
Der Supreme Court legte auch fest, dass der Ausschlussgrundsatz in folgenden Situationen nicht angewendet wird:
1. in Bewährungsprozessen oder Prozessen, deren Gegenstand die Widerrufung vorzeitiger Haftentlassungen ist
2. in Prozessen zu Steuern
3. in Abschiebungsprozessen
4. wenn Regierungsbeamte außerhalb der USA unrechtmäßig Beweise beschlagnahmen
5. wenn eine Privatperson (das heißt nicht ein Angestellter des Staates) die Beweise unrechtmäßig beschlagnahmt hat
6. wenn die unrechtmäßig beschlagnahmten Beweise benutzt werden, um die Zeugenaussage des Angeklagten in Zweifel zu ziehen

Die fruit of the poisonous tree doctrine (Frucht des giftigen Baumes) ist eine Erweiterung des Ausschlussgrundsatzes. Sie verbietet der Exekutive, weitere Beweise einzusetzen, die sie nur deshalb ermitteln und gewinnen konnte, weil sie Erkenntnisse aus einer illegalen Maßnahme (vergifteter Baum) hatte, worauf bereits der Ausschlussgrundsatz anzuwenden ist.
Ein Angeklagter darf nur um den Ausschluss von Beweisen bitten, wenn ihre Beschlagnahme seine eigenen durch den vierten Verfassungszusatz gewährten Rechte verletzt, er darf jedoch nicht die Rechte Dritter geltend machen.